# Bonnétable
Bonnétable és un municipi francès situat al departament del Sarthe i a la regió de País del Loira. L'any 2007 tenia 4.143 habitants.

## Demografia

### Població
El 2007 la població de fet de Bonnétable era de 4.143 persones. Hi havia 1.795 famílies de les quals 612 eren unipersonals (246 homes vivint sols i 366 dones vivint soles), 653 parelles sense fills, 441 parelles amb fills i 89 famílies monoparentals amb fills.
La població ha evolucionat segons el següent gràfic:
Habitants censats

### Habitatges
El 2007 hi havia 2.083 habitatges, 1.829 eren l'habitatge principal de la família, 93 eren segones residències i 161 estaven desocupats. 1.789 eren cases i 254 eren apartaments. Dels 1.829 habitatges principals, 1.211 estaven ocupats pels seus propietaris, 593 estaven llogats i ocupats pels llogaters i 25 estaven cedits a títol gratuït; 27 tenien una cambra, 182 en tenien dues, 404 en tenien tres, 601 en tenien quatre i 615 en tenien cinc o més. 1.120 habitatges disposaven pel capbaix d'una plaça de pàrquing. A 889 habitatges hi havia un automòbil i a 575 n'hi havia dos o més.

### Piràmide de població
La piràmide de població per edats i sexe el 2009 era:
| Homes | Edats   | Dones |
| ----- | ------- | ----- |
| 8     | 95 o +  | 16    |
| 16    | 90 a 94 | 32    |
| 32    | 85 a 89 | 104   |
| 36    | 80 a 84 | 68    |
| 136   | 75 a 79 | 132   |
| 156   | 70 a 74 | 176   |
| 132   | 65 a 69 | 172   |
| 96    | 60 a 64 | 108   |
| 96    | 55 a 59 | 116   |
| 112   | 50 a 54 | 108   |
| 124   | 45 a 49 | 120   |
| 84    | 40 a 44 | 108   |
| 112   | 35 a 39 | 112   |
| 140   | 30 a 34 | 148   |
| 132   | 25 a 29 | 136   |
| 76    | 20 a 24 | 56    |
| 148   | 15 a 19 | 96    |
| 108   | 10 a 14 | 112   |
| 64    | 5 a 9   | 112   |
| 88    | 0 a 4   | 96    |

## Economia
El 2007 la població en edat de treballar era de 2.154 persones, 1.576 eren actives i 578 eren inactives. De les 1.576 persones actives 1.443 estaven ocupades (777 homes i 666 dones) i 132 estaven aturades (46 homes i 86 dones). De les 578 persones inactives 262 estaven jubilades, 130 estaven estudiant i 186 estaven classificades com a «altres inactius».

### Ingressos
El 2009 a Bonnétable hi havia 1.819 unitats fiscals que integraven 3.933 persones, la mediana anual d'ingressos fiscals per persona era de 15.538 €.

### Activitats econòmiques
Dels 175 establiments que hi havia el 2007, 1 era d'una empresa extractiva, 9 d'empreses alimentàries, 6 d'empreses de fabricació d'altres productes industrials, 22 d'empreses de construcció, 46 d'empreses de comerç i reparació d'automòbils, 7 d'empreses de transport, 13 d'empreses d'hostatgeria i restauració, 1 d'una empresa d'informació i comunicació, 14 d'empreses financeres, 8 d'empreses immobiliàries, 14 d'empreses de serveis, 22 d'entitats de l'administració pública i 12 d'empreses classificades com a «altres activitats de serveis».
Dels 56 establiments de servei als particulars que hi havia el 2009, 1 era una gendarmeria, 1 oficina de correu, 6 oficines bancàries, 1 funerària, 5 tallers de reparació d'automòbils i de material agrícola, 1 taller d'inspecció tècnica de vehicles, 1 autoescola, 3 paletes, 4 guixaires pintors, 10 fusteries, 1 lampisteria, 1 electricista, 1 empresa de construcció, 7 perruqueries, 2 veterinaris, 6 restaurants, 2 agències immobiliàries, 1 tintoreria i 2 salons de bellesa.
Dels 29 establiments comercials que hi havia el 2009, 3 eren supermercats, 2 grans superfícies de material de bricolatge, 2 botigues de més de 120 m², 4 fleques, 2 carnisseries, 1 una llibreria, 6 botigues de roba, 1 una botiga d'equipament de la llar, 1 una sabateria, 1 una botiga d'electrodomèstics, 2 botigues de mobles, 2 drogueries, 1 una joieria i 1 una floristeria.
L'any 2000 a Bonnétable hi havia 41 explotacions agrícoles que ocupaven un total de 1.672 hectàrees.

## Equipaments sanitaris i escolars
El 2009 hi havia 1 hospital de tractaments de mitja durada (seguiment i rehabilitació), 1 un hospital de tractaments de llarga durada, 2 farmàcies i 3 ambulàncies.
El 2009 hi havia 2 escoles elementals. Bonnétable disposava d'un col·legi d'educació secundària amb 410 alumnes.

## Poblacions més properes
El següent diagrama mostra les poblacions més properes.